# Saša Ilić
Saša Ilić (en serbi: Саша Илић; nascut el 30 de desembre de 1977 a Požarevac) és un futbolista serbi, que ocupa la posició de migcampista.

## Trajectòria

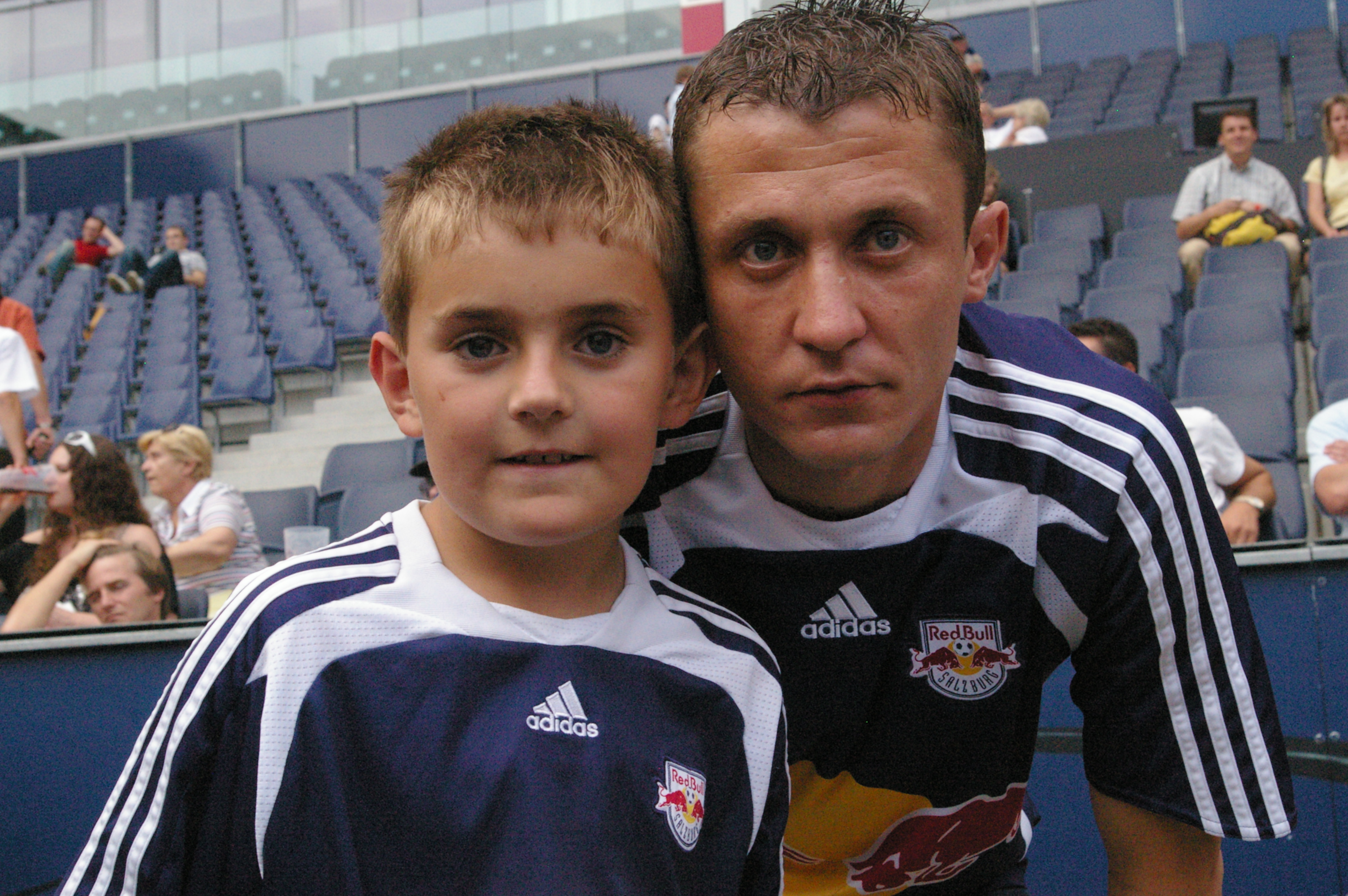
Saša Ilić (a la dreta) amb un seguidor.

Va militar al Partizan de Belgrad durant gairebé deu anys, tret d'una cessió de sis mesos al Celta de Vigo, a la segona meitat de la temporada 03/04. L'estiu del 2005 fitxa pel Galatasaray SK, marcant dos gols el dia del seu debut. A l'equip turc se li va oferir dur el número 10 a la samarreta, cosa que el migcampista va rebutjar, per mantindre el seu número 22 del Partizan. Va marcar 12 gols amb els d'Estambul, eixa campanya. La temporada 06/07, aconsegueix marcar cinc gols en els primers quatre partits de lliga.
L'estiu del 2007 és transferit al FC Red Bull Salzburg austríac per 900.000 euros, on roman any i mig abans de ser cedit al Larissa FC grec. El gener del 2010, hi retorna al Partizan de Belgrad.

## Internacional
Ilić ha estat internacional amb la selecció de Sèrbia en 41 ocasions, tot marcant sis gols. Hi va participar en el Mundial del 2006.